# NGC 3736
NGC 3736 is een spiraalvormig sterrenstelsel in het sterrenbeeld Draak. Het hemelobject werd in 1884 ontdekt door de Britse astronoom Ralph Copeland.

## Synoniemen
- UGC 6560
- MCG 12-11-35
- ZWG 334.41
- KARA 488
- NPM1G +73.0073
- PGC 35835